# Meromyza lindbergi
Meromyza lindbergi är en tvåvingeart som beskrevs av Nartshuk 1994. Meromyza lindbergi ingår i släktet Meromyza och familjen fritflugor.
Artens utbredningsområde är Afghanistan. Inga underarter finns listade i Catalogue of Life.